# Hexatoma (Eriocera) fultonensis
Hexatoma (Eriocera) fultonensis is een tweevleugelige uit de familie steltmuggen (Limoniidae). De soort komt voor in het Nearctisch gebied.